# 菅付雅信
菅付雅信（すがつけ まさのぶ、1964年- ）は、日本の評論家、編集者、東北芸術工科大学教授。

## 人物・来歴
宮崎県宮崎市生まれ。宮崎県立宮崎西高等学校卒業、法政大学経済学部中退。大学在学中から「宝島」編集部でアルバイトを始め、「月刊カドカワ」「Cut」「エスクァイア日本版」編集部を経て独立。「コンポジット」「インビテーション」「エココロ」の編集長を歴任する。株式会社グーテンベルクオーケストラ代表取締役。東北芸術工科大学教授。

## 著書
- 『編集天国』著、藤原百合子編. ピエ・ブックス, 2009.4
- 『はじめての編集』アルテスパブリッシング, 2012.1
- 『中身化する社会』星海社新書 2013.2
- 『物欲なき世界』平凡社, 2015.11
- 『写真の新しい自由』玄光社, 2016.10
- 『動物と機械から離れて AIが変える世界と人間の未来』新潮社, 2019.12
- 『不易と流行のあいだ ファッションが示す時代精神の読み方』平凡社, 2022.3
- 『写真が終わる前に』玄光社, 2023.1

### 共編著
- 椹木野衣『資本主義の滝壷』編. 太田出版, 1993.6
- Synthetic voices / Mark Borthwick ; [edited by Masanobu Sugatsuke]  Synergy, Inc., 1998
- 『東京の編集』編著. ピエ・ブックス, 2007.12
- Travel guide to aid Japan Editorial directed by Masanobu Sugatsuke, WAttention Co., Ltd. 編. WAttention, 2011.8
- Bear Pond Espresso『Life is espresso』編. mille books, 2011.9
- 上田義彦『A life with camera』中島英樹共編. 羽鳥書店, 2015.4
- 『これからの教養 激変する世界を生き抜くための知の11講』[編著]. ディスカヴァー・トゥエンティワン, 2018.3
- Chim↑Pom [作]『We Don't Know God : Chim↑Pom 2005-2019』阿部謙一, ジョイス・ラム共編集. ユナイテッドヴァガボンズ, 2019.6